# Alenka Sivka
Alenka Sivka [alénka síwka], slovenska radijska voditeljica in novinarka ter publicistka, * 11. januar 1960, Ljubljana.
Piše za revije Jana, Naša žena, Lady, Vklop, Stop in Obrazi, bila je pomočnica glavnega in odgovornega urednika revije Stop.
Za svoje novinarsko delo je prejela priznanje Ljudje odprtih rok, ki ga podeljuje revija Naša žena, bila je nominirana za naziv Dobrotnik leta. Zaradi njenega članka o družini Rajk je novomeški Rdeči križ sprožil akcijo pomoči družini, obnovili so jim dotrajano hišo in jih vpeljali nazaj v družbo. Življenje družine je deset let snemal režiser Rok Biček in ustvaril dokumentarec Družina. Alenka je obiskala družino in napisala pretresljiv članek, zaradi katerega je Nuša Rustja iz Rdečega križa NM sprožila dobrodelno akcijo. Družina zaradi tega še danes živi bolj kakovostno življenje. Izjemne so bile tudi njene reportaže o ljudeh na robu, o Romih na Dolenjskem, zelo brane so bile njene kolumne o seksu v reviji Obrazi. 
V javnosti je znana predvsem po svojem delu moderatorke in novinarke na radijski postaji Radio glas Ljubljane, kjer je več let vodila nočno kontaktno oddajo Največje radosti življenja, za katero je bila večkrat nominirana za radijskega viktorja, prav tako je bila nominirana za oddajo Labirint znanja, ki jo je vodila s Tomažem Sršenom.
Na nek način se je vrnila na radio, in sicer na radio Aktual, za katerega snema podkaste z naslovom Vonj po Sivki. Zanimivo, kajti radio Aktual je nastal iz Radia Glas Ljubljane, preimenovali so ga leta 2007.
Bila je med 571 podpisniki Peticije zoper cenzuro in politične pritiske na novinarje v Sloveniji.
Leta 2022 je kandidirala na volitvah v državni zbor kot kandidatka Gibanja Svoboda. Za vstop med poslance ji je zmanjkalo 0,5 odstotka v volilni enoti Ljubljana, v njeni občini Medvode in v Vodicah je dobila rekordno število glasov, največ v teh dveh občinah doslej v volitvah v samostojni Sloveniji. 
Je članica Programskega sveta RTV Slovenija.
Sodelovala je v resničnostnem šovu Kmetija slavnih in o tem napisala knjigo z naslovom Kmetija slavnih norcev. Knjiga se je prodala v nakladi 8000 izvodov. Prav tako je napisala knjigo o Jonasu Žnidaršiču, z naslovom Vse ljubezni Jonasa Ž. Knjiga je bila razprodana. 